# Ius Civile Flavianum
Ius Civile Flavianum és el nom donat a les Actiones, o formes de procediment jurídic que inicialment eren desconegudes, però de les quals Appi Claudi Cec (censor el 312 aC) va obtenir una còpia que el seu secretari Gneu Flavi va fer pública per donar-les a conèixer als plebeus. Per aquesta publicació Flavi va ser recompensat després i va ser elegit tribú de la plebs i edil curul.
La publicació va estendre el coneixement de la pràctica de la llei als plebeus i separava el dret civil (Ius Civile) del Ius Pontificum, reservat als pontifexs. Aquesta llei va ser gairebé contemporània de la Lex Ogulnia, que donava als plebeus les dignitats de pontífex i d'augur.